# Hypena acrocompsa
Hypena acrocompsa är en fjärilsart som beskrevs av Turner 1932. Hypena acrocompsa ingår i släktet Hypena och familjen nattflyn. Inga underarter finns listade i Catalogue of Life.